# Mbetta
Mbetta est une localité du Cameroun située dans le département du Koupé-Manengouba et la Région du Sud-Ouest. Elle fait partie de la commune de Nguti.

## Population
Lors du recensement de 1987, Mbetta comptait 518 habitants, 81 maisons particulières et aucun bâtiment public.
Lors du recensement de 2005, 912 personnes y ont été dénombrées. 

## Infrastructures
La localité dispose d'une école maternelle, d'une école primaire privée, d'un centre de santé catholique, d'un marché hebdomadaire le dimanche.
La paroisse Sainte-Thérèse dépend du diocèse de Mamfé.

## Personnalités nées à Mbetta
- Cornelius Fontem Esua, archevêque de Bamenda[5].